# Roller in line hockey en France
 (août 2015).
 (août 2015).
Le roller in line hockey (RILH) en France.

## Organisation
Le RILH est géré en France par la Fédération française de roller et skateboard (FFRS). C'est la plus récente des disciplines de la FFRS (319 Clubs sont actuellement affiliés à la FFRS), où elle dispose d'un comité national.
Le RILH est reconnu discipline de Haut Niveau par le Ministère des Sports.

### Compétitions nationales
Le Comité National du RILH organise les compétitions suivantes :
| Masculin                                | Féminin     | Jeunesse  | Coupes                            |
| --------------------------------------- | ----------- | --------- | --------------------------------- |
| Élite                                   | Nationale 1 | Juniors   | Coupe de France                   |
| Nationale 1                             | Nationale 2 | Cadets    | Coupe Nationale Féminine          |
| Nationale 2                             |             | Minimes   | Coupe de Ligues Espoirs Féminines |
| Nationale 3                             |             | Benjamins |                                   |
| Pré-Nationale (Organisé par les CRRILH) |             | Poussins  |                                   |
| Régionale (Organisé par les CRRILH)     |             |           |                                   |
| Loisir (mixte, organisé par les CRRILH) |             |           |                                   |

### Compétitions internationales
La FFRS est affiliée au niveau international à la Fédération internationale de roller sports (FIRS). Les équipes de France masculine et féminine participent donc aux championnats organisés par cette fédération, et non à ceux organisés par la Fédération internationale de hockey sur glace.

## Histoire
Le roller in line hockey arrive en France lors du premier « open » de France de street-hockey, organisé par la Fédération en 1993. Dans la foulée, 50 clubs sont créés et affiliés à la Fédération qui décide donc de créer, en 1995, un championnat de France.
Depuis, le RILH a connu une forte augmentation du nombre de ses licenciés jusqu'en 2006, avant de stagner puis d'augmenter à nouveau depuis 2008, malgré un léger recul du nombre de licences en 2013 et 2015 :

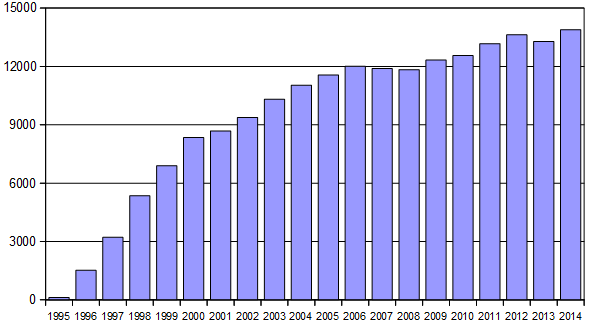
Évolution des licences du roller in line hockey en France jusqu'à la saison 2013/14.

| Année   | Licenciés | Évolution |
| ------- | --------- | --------- |
| 1994/95 | 117       |           |
| 1995/96 | 1 518     | +1 197%   |
| 1996/97 | 3 213     | + 112 %   |
| 1997/98 | 5 349     | + 66 %    |
| 1998/99 | 6 899     | + 29 %    |
| 1999/00 | 8 339     | + 21 %    |
| 2000/01 | 8 686     | + 4 %     |
| 2001/02 | 9 373     | + 8 %     |
| 2002/03 | 10 309    | + 10 %    |
| 2003/04 | 11 035    | + 7 %     |
| 2004/05 | 11 559    | + 5 %     |
| 2005/06 | 12 013    | + 4 %     |
| 2006/07 | 11 894    | - 1 %     |
| 2007/08 | 11 833    | - 1 %     |
| 2008/09 | 12 329    | + 4 %     |
| 2009/10 | 12 558    | + 2 %     |
| 2010/11 | 13 171    | + 5 %     |
| 2011/12 | 13 622    | + 3 %     |
| 2012/13 | 13 281    | - 3 %     |
| 2013/14 | 13 889    | + 5 %     |
| 2014/15 | 13 622    | - 2 %     |

## Palmarès international des sélections françaises

### Sélections
Seniors masculins
- 1  Médaille d'or au Championnat du monde (2017[5])
- 4  Médailles d'argent au Championnat du monde (1996)[6], 2008, 2015, 2018)
- 2  Médailles de bronze au Championnat du monde (2005) et (2016)
- 1  Médaille d'or au Championnat d'Europe (2006)
- 1  Médaille d'argent au Championnat d'Europe (2004)

Seniors féminines
- 5  Médailles de bronze au Championnat du monde (2005, 2006, 2007, 2011 et 2016)

Junior masculins
- 2  Médailles d'or au Championnat du monde (2014 et 2017)
- 2  Médailles de bronze au Championnat du monde (2010, 2011)

### Clubs
Masculins
- 9 Coupe d'Europe des clubs champions (Rethel en 2003, 2004, 2006, 2009, 2012, 2016, 2017, 2018, Garges en 2019)